# Zopherus mexicanus
Zopherus mexicanus là một loài bọ cánh cứng trong họ Zopheridae. Loài này được Gray in Griffith miêu tả khoa học năm 1832.